# Aptinus
Aptinus là một chi bọ cánh cứng bản địa của châu Âu và Cận Đông.

## Hình ảnh

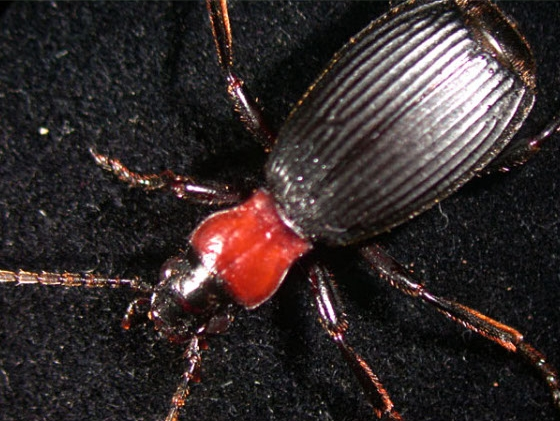